# Sơn trà Mân Ngạc
Sơn trà Mân Ngạc (danh pháp hai phần: Camellia grijsii) là một loài thực vật thuộc chi Trà. Đây là loài bản địa Trung Quốc. Nó bị đe dọa mất môi trường sống.